# Caesar Augustus Rodney
Caesar Augustus Rodney (ur. 4 stycznia 1772 w Dover, zm. 10 czerwca 1824 w Buenos Aires) – amerykański polityk.

## Życiorys
Urodził się 4 stycznia 1772 roku w Dover. Po ukończeniu Uniwersytetu Pensylwanii, studiował nauki prawne i został przyjęty do palestry. Otworzył prywatną praktykę w Wilmington i New Castle, a następnie został członkiem legislatury stanowej Delaware. W 1802 roku został wybrany do Izby Reprezentantów, z ramienia Partii Demokratyczno-Republikańskiej. Po dwóch latach nie ubiegał się o reelekcję, jednak został mianowany członkiem komisji mającej pokierować procesem impeachmentu Samuela Chase’a z funkcji sędziego Sądu Najwyższego. W 1807 roku objął stanowisko prokuratora generalnego w gabinecie Thomasa Jeffersona i pełnił tę funkcję także za prezydentury Jamesa Madisona. W 1811 roku zrezygnował ze stanowiska, a rok później wziął udział w wojnie z Wielką Brytanią, podczas której dowodził ochotniczą kompanią w trakcie obrony Baltimore. W latach 1815–1816 ponownie zasiadał w legislaturze stanowej, a następnie został wysłany przez Jamesa Monroego z misją dyplomatyczną do krajów Ameryki Południowej. W 1821 roku zasiadł w Izbie Reprezentantów, jednakże po roku zrezygnował, na rzecz wyboru do Senatu. W 1823 roku zrzekł się także mandatu senatora, na rzecz objęcia funkcji posła pełnomocnego w Argentynie. Urząd ten sprawował do śmierci, która nastąpiła 10 czerwca 1824 roku w Buenos Aires.